# Kuigaliai
Kuigaliai är en ort i Litauen. Den ligger i den centrala delen av landet, 90 km nordväst om huvudstaden Vilnius. Kuigaliai ligger 54 meter över havet och antalet invånare är 455.
Terrängen runt Kuigaliai är mycket platt. Runt Kuigaliai är det ganska tätbefolkat, med 58 invånare per kvadratkilometer. Närmaste större samhälle är Kėdainiai, 13,5 km nordväst om Kuigaliai. Omgivningarna runt Kuigaliai är en mosaik av jordbruksmark och naturlig växtlighet.